# Charles Loyson
Den här sidan handlar om den franske teologen Charles Loyson, för den franske teologen Charles Loyson, även känd som "Pére Hyacinthe", se Hyacinthe Loyson.
Charles Loyson, född den 13 mars 1791 i Chateau-Gontier, död den 27 juni 1820 i Paris, var en fransk poet, journalist och författare. Han var en nära släkting till sin namne Charles Loyson, mer känd under sitt ordensnamn Père Hyacinthe.
Loyson började tidigt undervisa i det offentliga skolväsendet. Vid 17 års ålder blev han professeur i Doue-la-Fontaine. Han skrev en doktorsavhandling om "hur man översätter de gamla poeterna" (la manière de traduire les poètes anciens) och tillämpade sina principer i en översättning av Tibullus.
Han anses vara en föregångare till Lamartine. Han blev känd för ett ode efter kungens av Rom födelse, men än mer för sina hyllningar av Ludvig XVIII i samband med restaurationen, då han gladdes över tyrannens fall och återkomsten av den legitima dynastin. Han gynnades av Royer-Collard och Guizot.
Under de hundra dagarna föll han däremot i onåd och tvangs till "luftombyte". Efter att under några dagar ha vistats i sin hemstad bestämde sig för att besöka sin vän Élie Papin i Saumur. Han skrev där en rojalistisk pamflett. Han publicerade även den 23 september 1815 ett arbete med titeln De la conquête et du démembrement d'une grande nation, ou Lettre écrite par un grand d'Espagne à Bonaparte.
Trots svag hälsa var han synnerligen produktiv de följande åren. Han författade poesi, litteraturkritik, historiska studier, tal och artiklar för många tidningar. Han utgav bland mycket annat Épîtres et élégies, Odes och Lettres (till Chateaubriand, Benjamin Constant och Casimir Delavigne med flera).